# WordPad
WordPad je jednoduchý textový procesor využívající WYSIWYG, který byl součástí operačního systému Microsoft Windows od verze Windows 95 do Windows 11, verze 23H2. Svou úrovní se dá označit jako přechodník mezi poznámkovým blokem a Microsoft Word. Od instalace aktualizace Windows 11 na verzi 24H2 bylo v roce 2024 provedeno odstranění programu z Windows ve prospěch modernějších textových procesorů jako je Word.

## Schopnosti
Obsahuje různé úpravy textu jako velikost písma, barvu, kurzívu, podtržení, tučné písmo, zarovnání. Dále obsahuje možnosti odrážkování, posuvný panel a jiné. Je zde již nabídka záložek soubor, úpravy, zobrazit vložit formát a nápověda. Tyto záložky jsou jednoduché a oproti Wordu značně ořezané. Wordpad má s Wordem podobnost na první pohled, jen je oproti Wordu značně nedokonalý a jednodušší a hlavně je to pouze textový procesor nepodporující žádné úpravy obrázků a grafy. Ve Windows 7 je do něj integrováno rozhraní Ribbon, které je typické pro sadu Microsoft Office.
WordPad ve Windows XP přidává podporu Unicode, takže může podporovat mnoho jazyků. Je schopen otevřít formáty programu Microsoft Word (verze 6.0-2003), ale ne vždy je vykreslí správně, prohlížení tak bylo problémové. Na rozdíl od svých starších verzí již neumí uložit do formátu .doc, pouze do .txt nebo .rtf. Windows XP Service Pack 2 pak kvůli bezpečnostním odebírá možnost prohlížet soubory ve formátu .wri.
Windows XP Tablet PC Edition SP2 a Windows Vista přidávají do WordPadu schopnost rozpoznání hlasu, takže v něm můžeme vytvářet dokumenty pouhým diktováním.
Ve Windows Vista byla WordPadu odebrána schopnost prohlížet .doc dokumenty kvůli nesprávnému vykreslování těchto souborů a jiným formátovacím problémům, ale také kvůli bezpečnostním důvodům. Pro prohlížení starších (97–2003) i novějších (Office Open XML) dokumentů Microsoft doporučuje používat program Word Viewer, který je zdarma ke stažení. Nativní podpora pro prohlížení Office Open XML a ODF formátů přibyla ve WordPadu v systému Windows 7.

## Historie
WordPad byl poprvé uveden v systému Windows 95, kde nahradil program Microsoft Write, který se vyskytoval v předchozích verzích Windows (3.1 a starší). Zdrojový kód WordPadu byl také distribuován v Microsoft Foundation Class Library a dodnes je ke stažení na MSDN .
Během svého životního cyklu byl program upravován jen velmi málo v nejnutnější míře. S vydáním Windows 7 přišla větší úprava, WordPad dostal stejně jako Malování vzhled Office 2007, a k tomu také podporu nových standardizovaných formátů DOCX a ODT. V roce 2016 byl zařazen do obchodu Microsoft Store. Od roku 2020 obsahuje reklamu na internetovou verzi Office. Ve Windows 10 a 11 byl už jen volitelnou součástí. V září 2023 Microsoft na stránce podpory oznámil, že v některých z nadcházejících verzí Windows bude WordPad odstraněn. Od Windows 11, verze 24H2 oznámené v lednu 2024 již není dostupný po čisté instalaci a následně není dostupný ani po aktualizaci.
Společnost Microsoft doporučila používat Microsoft Word pro dokumenty ve formátu RTF, jako jsou soubory s příponou .doc a .rtf , zatímco aplikaci Poznámkový blok v systému Windows je doporučeno používat pro dokumenty ve formátu prostého textu, jako jsou soubory s příponou .txt.